# Kamienny Dom
Kamienny Dom (także: Olbrzym) – pomnik przyrody, głaz narzutowy zlokalizowany w lesie (oddział 71c), około 1,5 km na zachód od Szczepankowa w powiecie mogileńskim.
Głaz ma obwód 13 m i wysokość, zależnie od źródła, od 3,15 do 3,9 m. Jest największym głazem narzutowym Pałuk. W przeszłości był zapewne większy, gdyż widać na nim ślady odłupywania części. W pobliżu znajduje się niewielkie, bezimienne, zarastające jeziorko.
Nazwa wiąże się z miejscową legendą. W lesie miał tu zamieszkiwać zły czarownik, który zwabiał dzieci i zamieniał je w kamienie. Brat dwojga z zaczarowanych dzieci rozpoznał rodzeństwo i w ten sposób zdjął klątwę, jednocześnie zamieniając czarownika wraz z domem w wielki głaz. Według innych podań głaz może być związany z przybyszami z innej planety.
W pobliżu znajduje się źródło św. Huberta, także pomnik przyrody.